# Unga Island
Unga Island ist die größte Insel der der Alaska-Halbinsel vorgelagerten Shumagin Islands im Golf von Alaska. Der dortige Hafen Delarof Harbor wurde nach Efstratios Delarof benannt.
Unga Island wurde 1968 als National Natural Landmark ausgewiesen. Versteinerte Bäume an der Küste der Insel sind Überreste von Urwelt- und Küstenmammutbäumen, die im Tertiär von vulkanischer Asche begraben wurden. Sie sind von wissenschaftliche Bedeutung wegen ihrer Aussagekraft bezüglich der Wanderungen über die Landbrücke Beringia zwischen Asien und Nordamerika und das Klima im Aleutenbogen vor der menschlichen Besiedlung Alaskas.
Die Bezeichnung der Aleuten für die Insel wurde 1827 von Adam Johann von Krusenstern von der kaiserlich-russischen Armee als „Ounga“ aufgezeichnet. Von Innokenti Weniaminow (1797–1879), einem russisch-orthodoxen Priester, der die aleutische Bevölkerung missionierte, wurde 1840 der Name „O(strov) Unga“ dokumentiert.